# Carlos Luz
Carlos Coimbra da Luz (Três Corações, 4 agosto 1894 – Rio de Janeiro, 9 febbraio 1961) è stato un politico brasiliano; fu presidente del Brasile dall'8 novembre  all'11 novembre 1955.

## Biografia
Avvocato, presidente della Camera dei deputati, resse la presidenza della Repubblica per tre giorni dopo le dimissioni del presidente João Café Filho (8 novembre 1955). Fu rovesciato tre giorni dopo da una sollevazione militare, e dichiarato decaduto dal Congresso Nazionale, che lo sostituì col vicepresidente del Senato Federale, Nereu de Oliveira Ramos.